# امیل هالفردسون
امیل هالفردسون (ایسلندی: Emil Hallfreðsson؛ زادهٔ ۲۹ ژوئن ۱۹۸۴) بازیکن فوتبال اهل ایسلند است.
از باشگاه‌هایی که در آن بازی کرده‌است می‌توان به اف‌اچ، تاتنهام هاتسپر، مالمو، لین، رجینا، بارنزلی، ورونا و اودینزه و فروزینونه اشاره کرد.
وی همچنین در تیم ملی فوتبال ایسلند بازی کرده‌است.